# 역사지리학
역사지리학(歷史地理學)은 공간을 연구하는 지리학으로 과거의 지역적 공간을 연구대상으로 한다. 크게 역사시대의 환경과의 관계를 연구하는 ‘역사지리학 통론’, 역사시대 지역성에 대한 연구를 하는 ‘역사지리학 특론’이 있다. 역사지리학은 자연지리학과 인문지리학으로 구분한다. 역사지리학에서는 문헌적 자료의 성질에 따라 선사지리학과 협의의 역사지리학의 구분이 달라진다.

## 연구대상
- 문헌
- 고기록
- 고지도
- 유물,유적
- 과거의 역사를 간직한 현재의 자연.

역사지리학을 연구하려면 먼저 과거의 지역적 공간을 그당시에 상태로 복원시키고 분석조사를 하면된다.